# Nueva Granada (Magdalena)
Nueva Granada es un municipio de Colombia, situado en el norte del país, en el departamento del Magdalena. Tiene una población de 21,166 habitantes, 8,680 de ellos en la cabecera. Se sitúa a 220 km de la capital del departamento, Santa Marta.

## Toponimia
La cabecera municipal ha toma diferentes nombres: La Perulera, Nueva Leticia (se cree que se debe su origen al nombre del arroyo del mismo nombre que atraviesa la población), luego lo denominaron "El Perú", pero este lo tuvo hasta el año de 1932, cuando fue anulado por las autoridades del Magdalena en protesta por el Conflicto de Leticia, que originó una guerra entre las dos naciones. A partir de 1930, la población se le denomina con el nombre de "Granada", y desde el 2000 a todo el Municipio con el nombre de "Nueva Granada".

## División Político-Administrativa
Además de su Cabecera municipal. Nueva Granada tiene bajo su jurisdicción los siguientes Centros poblados:
- El Bajo
- El Corral
- El Palmar (El Chuzo)
- La Gloria
- Las Tinas
- Los Andes
- San José de Ballesteros.

### Veredas
- Tambora, El Palacio, Corozalito, Pajalito, La Loma, El Tormento, Vijagual, La Seca, Los Gabrieles, Zarcita, Poquito Rojo, La Mula, La Mica, Boca de Tigre, San Antonio, San Joaquín, La Unión, Ventilación.

## Límites
|                          | Norte: Sabanas de San Ángel |                |
| Oeste: Plato (Magdalena) |                             | Este: Ariguaní |
|                          | Sur: Santa Ana              |                |

## Historia
La explotación del bálsamo de tolú, el cultivo de tabaco y la explotación maderable fueron el atractivo principal para que los primeros fundadores ocuparan este territorio.
La zona de Granada a comienzos del siglo XIX, era una montaña espesa impenetrable de territorios baldíos, que fue colonizada poco a poco por campesinos de la otra ribera del Río Magdalena y ocuparon este territorio por muchos motivos.
Unos campesino llegaron a Granada huyendo de las inundaciones del Río Magdalena y otros llegaron en busca del precioso árbol Bálsamo de Tolú, del cual extraían un líquido de mucha comercialización en la época. Esos campesinos en estas tierras altas y productivas se amañaron extrayéndolo.
Fue así como llegó en el año 1885, Fernando Liñan Aroca procedente de la región del Departamento de Bolívar, concretamente de Mompox, acompañado de algunos familiares y en compañía de campesinos, funda la población con el nombre de La Perulera (este primer nombre originario es de un arbusto, cuyo fruto parecía una papaya). 
Este pueblo tabacalero desde sus orígenes fue corregimiento del municipio de Plato, circunstancia que deja de ser el 23 de junio del 2000. La Asamblea Departamental del Magdalena mediante la Ordenanza N.º 004 del año 2000, denomina la cabecera municipal, con el nombre de "Granada", y a todo el Municipio con el nombre de "Nueva Granada".